# کاستلو دو فارفانیا
کاستلو دو فارفانیا (به اسپانیایی: Castellón de Farfaña) یک منطقهٔ مسکونی در اسپانیا است که در نوگورا واقع شده‌است. کاستلو دو فارفانیا ۵۲٫۶ کیلومتر مربع مساحت دارد ۳۵۸ متر بالاتر از سطح دریا واقع شده‌است.